# Passiflora weberbaueri
Passiflora weberbaueri Harms – gatunek rośliny z rodziny męczennicowatych (Passifloraceae Juss. ex Kunth in Humb.). Występuje endemicznie w Peru. 

## Morfologia
PokrójZdrewniałe, trwałe, owłosione liany.
LiściePotrójnie klapowane, skórzaste. Mają 6–14 cm długości. Ząbkowane, ze spiczastym wierzchołkiem. Ogonek liściowy jest owłosiony i ma długość 10–30 mm. Przylistki są owalne o długości 17 mm.
KwiatyPojedyncze lub zebrane w pary. Działki kielicha są lancetowate, mają 5–6 cm długości. Płatki są liniowe, mają 5–5,5 cm długości.